# Juliomys pictipes
Juliomys pictipes är en däggdjursart som först beskrevs av Wilfred Hudson Osgood 1933.  Juliomys pictipes ingår i släktet Juliomys och familjen hamsterartade gnagare. Inga underarter finns listade i Catalogue of Life.
Arten är med en kroppslängd (huvud och bål) av 90 till 110mm och en svanslängd av 82 till 95mm störst i släktet Juliomys. Den orangebruna pälsen på ovansidan är ljus och undersidan är täckt av krämfärgad till vit päls. Typisk är svansen som har en tydlig ljusare undersida. På bakfötternas topp är pälsen brun och tårna har en vit färg. Den diploida kromosomuppsättningen består av 36 kromosomer (2n=36). Olika avvikande detaljer av skallen skiljer arten från andra släktmedlemmar.
Denna gnagare förekommer i sydöstra Brasilien och i angränsande områden av nordöstra Argentina. Arten vistas i låglandet och i bergstrakter upp till 2000 meter över havet. Den lever i skogar och klättrar där i växtligheten. Juliomys pictipes går ibland på marken. Boet byggs i bambuväxter eller i bromelier cirka 5 till 8 meter ovanför marken. Som föda registrerades frukter och frön. Dräktiga honor med tre embryon hittades i augusti och december. I pälsen lever olika parasiter.
Regionala bestånd hotas av landskapsförändringar. Hela populationen antas vara stor. IUCN listar arten som livskraftig (LC).